# Jean Bellette
Jean Bellette (appelée parfois Jean Haefliger, du nom de son époux), née le 25 mars 1908 et décédée le 16 mars 1991, est une artiste australienne. Née en Tasmanie, Bellette a fait ses études à Hobart, puis à l'école d'art de Julian Ashton à Sydney, où un de ses professeurs était Thea Proctor. À Londres, elle a eu comme enseignant Bernard Meninsky et Mark Gertler.
Peintre moderniste, elle a exercé une influence dans les cercles artistiques de Sydney au milieu du XXe siècle. Jean Bellette a peint régulièrement des scènes par les tragédies grecques d'Euripide, Sophocle et Homère. Elle a été deux fois lauréate du prix Sulman, en 1942, et 1944. Mariée à l'artiste et critique Paul Haefliger, Jean Bellette s'est installée à Majorque en 1957. Même si elle est régulièrement revenue et a exposé en Australie par la suite, elle n'était plus que de passage en Australie, et ne participait plus aux mouvements artistiques en cours dans ce pays.

## Biographie

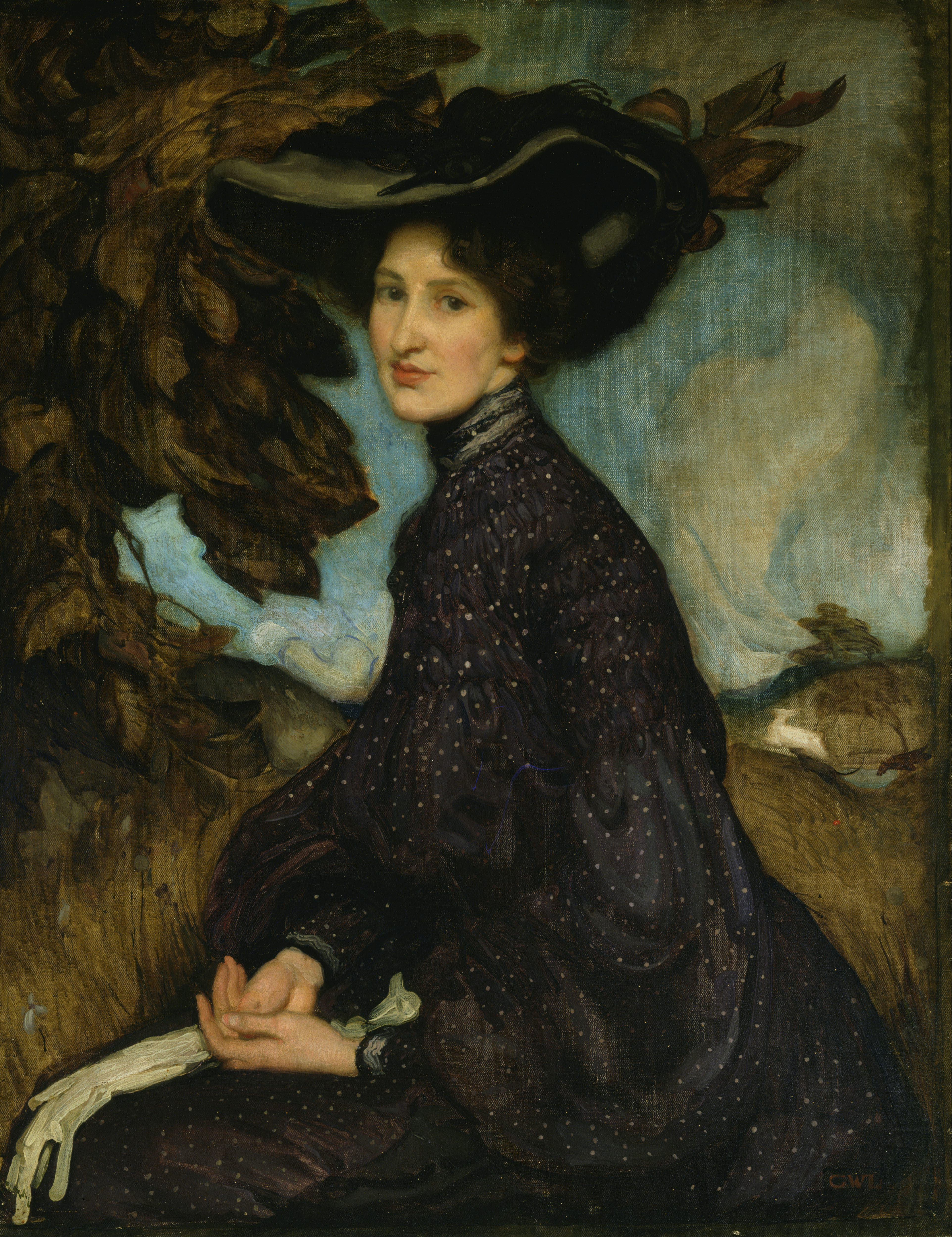
Une peinture de George W. Lambert représentant Théa Proctor

Jean Bellette est née à Hobart et a grandi en Tasmanie rurale. Sa mère était artiste et son père postier. Elle n'avait pas de frères et sœurs. Elle a fait ses études dans une école de la Société religieuse des Amis (quakers), puis au collège technique de Hobart,. Elle a ensuite été étudiante à l'art de l'école des Beaux-Arts  créée par Julian Ashton à Sydney, avec, parmi ses professeurs Thea Proctor, puis à l'école des Beaux-Arts de Westminster, où elle a été étudiante auprès des peintres figuratifs Bernard Meninsky et Mark Gertler,.
En 1935, Jean Bellette épouse un autre artiste australien, Paul Haefliger. Ils voyagent en Europe, où Jean Bellette a étudié, et sont de retour juste avant le déclenchement de la Seconde Guerre mondiale,. Revenu à Sydney, le couple devient un membre influent de l'Art Group Sydney, un réseau de peintres modernes « à la mode », qui compte entre autres membres William Dobell et Russell Drysdale. Le couple partage son temps entre la communauté artistique de Sydney, et un autre groupe d'artistes à Hill End dans le centre de la Nouvelle-Galles du Sud.
Bellette peint et participe à des spectacles et performances, tandis que son mari est critique d'art pour le Sydney Morning Herald.
En 1942, Bellette remporte le Prix Sir John Sulman, avec son travail Pour qui sonne le glas. Ce même prix lui est à nouveau attribué en 1944, grâce à sa peinture Iphigénie en Tauride. La composition est située dans un paysage ouvert et aride, avec plusieurs cavaliers sur des chevaux dont l'apparence suggère « le présent australien, plutôt que l'antiquité grecque ». Dans les faits, le jury aurait préféré couronner une autre œuvre de Jean Bellette, Electra, mais elle ne répondait pas aux exigences de taille. Les deux peintures, Iphigénie en Tauride et Electra sont parmi les nombreuses œuvres créées par Jean Bellette dans les années 1940 inspirées par les tragédies d'Euripide, Sophocle et Homère. Le choix de ces sujets, et l'approche adoptée, l'ont placée à contre-courant du modernisme dominant. Quelques critiques ont identifié l'influence de peintres européens contemporains tels qu'Aristide Maillol  et Giorgio de Chirico, ainsi que celle des peintres italiens du Quattrocento, tels Masaccio et Piero della Francesca, sachant que Jean Bellette avait publié des écrits , dans la revue Art in Australia sur certains de ces artistes.
Jean Bellette a continué à peindre des scènes néo-classiques, et vers 1950 a produit l’œuvre Chorus without Iphigenia. Achetée par la National Gallery of Australia en 1976, cette peinture à l'huile montre cinq personnages posés comme des statues dans un tableau vivant, et qui possèdent une certaine énergie érotique. 
En 1951, Bellette est arrivée deuxième dans le Commonwealth Jubilee Art Competition, devancée par le jeune Jeffrey Smart. Des œuvres de Jean Bellette ont été incluses  en 1953 dans l'exposition londonienne Arts Council of Great Britain. Jean Bellette et son mari ont quitté l'Australie en 1957 avec l'intention de divorcer tranquillement. Au lieu de cela, ils se sont réconciliés et, après un an à Paris, ils se sont installés définitivement à Majorque, où ils ont vécu et travaillé le reste de leur vie,. Jean Bellette peignait des paysages et des natures mortes reflétant une influence espagnole, et ceux-ci ont été exposées régulièrement en Australie dans les années 1960. Le couple a continué à se rendre en Australie assez souvent, mais Jean Bellette était devenu une spectatrice de la scène artistique locale. Des amis tels que les artistes Jeffrey Smart et John Olsen leur ont rendu régulièrement visite en Europe.  Paul est mort en mars 1982. Jean Bellette le 16 mars 1991.